# Lotto economico
In economia e ingegneria gestionale, il lotto economico è un modello di gestione delle scorte che definisce la quantità ottima di acquisto in modo da minimizzare la somma dei costi di approvvigionamento, e dei costi di mantenimento a magazzino.
Il modello di ordinazione a lotti crea delle scorte di ciclo, che vengono idealmente smaltite entro l'ordine successivo. Tuttavia si noti che ordinare a lotti non è l'unica possibilità di gestione delle scorte: infatti, la tecnica del Just in time, nata nell'industria giapponese, prevede che gli ordini vengano 'tirati' direttamente dalla domanda finale (e per questo si dice che il JIT è un sistema pull) e non spinti (push) da una decisione presa a priori, come avviene invece nella gestione a fabbisogno: ciò permette, quando tale tecnica è applicabile, di ridurre significativamente il livello di scorte (fermo restando che esistono varie logiche di misurazione e controllo di tali scorte).
Il modello EOQ (dall'inglese Economic Order Quantity) è stato proposto da F.W. Harris nel 1913, ma è attribuito principalmente a R. H. Wilson, che per primo studiò il caso. Nella letteratura economica recente, tuttavia, è conosciuto come modello di Harris-Wilson per la gestione delle scorte.
Esistono numerose varianti ed estensioni del modello EOQ, adatte a situazioni diverse. Ad esempio, è possibile tenere conto della velocità finita di riempimento del magazzino (modello EMQ), oppure del lead-time non nullo (modello del punto di riordino) per un problema multiperiodale (dove un "periodo" è sempre riferito al periodo di tempo intercorso tra un ordine e l'altro), oppure considerando il riordino di più di un prodotto (a cui si riferiscono i modelli di riordino multiprodotto).

## Il problema di base
Si consideri un'impresa che ha bisogno di materie prime per una quantità annua pari a S e che se ne approvvigioni a un prezzo unitario di p. Si ipotizzi che il fabbisogno di quelle materie prime sia costante nel tempo, e che non vi siano problemi per ripristinare le scorte. In questa ipotesi, l'azienda provvede, a scadenze regolari, a richiedere una quantità q>0 di S, in modo da avere sempre una scorta sufficiente. In magazzino, quindi, rimarrà sempre una quantità di scorte compresa fra q e 0. Volendo rappresentare questa situazione sul piano cartesiano (con il tempo sull'asse delle ascisse e la quantità presente in magazzino sulle ordinate), si avrà un diagramma a denti di sega, che mostra la funzione s(t) = scorte in t.
Ultima condizione è che, ad ogni ordine, viene addebitato all'impresa un costo di ordinazione indicato con g.
Sulla base di queste informazioni, si vuole fare in modo di minimizzare i costi variabili, acquistando una quantità idonea di S.
La gestione a lotto economico è applicabile sia agli ordini di acquisto che agli ordini di produzione. Nel caso degli ordini di produzione, viene ottimizzato il trade-off fra costo di attrezzaggio per ogni lotto e costo di mantenimento a scorta, il semilavorato è valorizzato con il costo variabile di produzione; nel caso degli ordini di acquisto, viene ottimizzato il trade-off fra costo di gestione dell'ordine e costo di mantenimento a scorta, e il particolare viene valorizzato con il prezzo di acquisto.
Se la produzione è gestita con lotto economico, la giacenza media dell'item nell'anno è pari {\displaystyle q \over 2}.

## Soluzione
Il costo totale annuo prevede tre componenti:
- la prima è il prezzo della materia prima, che è uguale a {\displaystyle pS};
- la seconda è il costo di ordinazione, che è uguale a {\displaystyle gS/q};
- la terza è il costo di detenzione della merce (il costo che si sostiene per tenere la materia prima in magazzino), che si ritiene essere proporzionale alla quantità media delle scorte {\displaystyle q/2} secondo una costante m.

Dunque la funzione di costo totale è uguale a:
{\displaystyle C(q)=pS+{\frac {gS}{q}}+{\frac {mq}{2}}}.
Vogliamo calcolare la quantità ottimale {\displaystyle q^{*}}.
Derivando possiamo studiare il comportamento di C:
{\displaystyle C'(q)=-{\frac {gS}{q^{2}}}+{\frac {m}{2}}}.
Si noti che quest'ultima funzione non prevede il costo annuo della materia prima (il prezzo p è scomparso): infatti p non dipende da q.
Vogliamo trovare il minimo, per cui la derivata deve essere imposta uguale a 0:
{\displaystyle -{\frac {gS}{q^{2}}}+{\frac {m}{2}}=0}
da cui possiamo ricavare la formula per il calcolo di {\displaystyle q^{*}} (non considerando, per ovvi motivi, il caso in cui la quantità ottimale sia 0):
{\displaystyle q^{*}={\sqrt {\frac {2Sg}{m}}}}.
A partire da quest'ultima espressione, è possibile ricavare il costo totale ottimo:
{\displaystyle C(q)=pS+{\frac {gS}{\sqrt {\frac {2Sg}{m}}}}+{\frac {m{\sqrt {\frac {2Sg}{m}}}}{2}}=pS+{\sqrt {2Sgm}}}.
Inoltre, ricavando la derivata seconda, si può osservare che in {\displaystyle q^{*}} si ha un minimo globale nel dominio economico di C. Infatti si ha:
{\displaystyle C''(q)={\frac {gS}{q^{3}}}}
che è certamente maggiore di zero, se q è anch'esso maggiore di zero.
Infine, si ottiene che il lotto economico {\displaystyle q^{*}} non è proporzionale a S.

## Ipotesi ulteriori
Il modello base di EOQ si può considerare anche con nuove ipotesi:
- un solo magazzino
- un solo prodotto
- magazzino a capacità infinita
- domanda costante e deterministica
- tempo di arrivo del lotto (lead time) nullo
- riempimento istantaneo del magazzino
- obbligo di evadere tutti gli ordini
- prodotti indipendenti tra loro
- costo di acquisto dei prodotti indipendente dalla quantità ordinata
- vita del prodotto infinita

### Formula
In questo caso la formula per calcolare l'EOQ per un singolo prodotto è:
{\displaystyle q^{*}={\sqrt {\frac {2gS}{pm}}}={\sqrt {\frac {2gS}{h}}}}
La formula del costo associato per unità di tempo per il lotto economico è:
{\displaystyle Ct(q^{*})={\sqrt {2gSh}}}
Nel caso che le consegne siano distribuite nel tempo
{\displaystyle q^{*}={\sqrt {\frac {2gS}{pm(1-{\frac {S}{Hr}})}}}}
I termini presenti nella formula hanno il seguente significato:
- {\displaystyle q^{*}} = quantità ottima da ordinare o lotto economico di riordino
- {\displaystyle g} = costi fissi legati all'ordinazione
- {\displaystyle S} = domanda del prodotto o fabbisogno
- {\displaystyle p} = costo unitario del prodotto
- {\displaystyle m} = costo di mantenimento dell'unità monetaria per l'unità di tempo
- {\displaystyle h} = costo percentuale di mantenimento per unità di prodotto per unità di tempo ({\displaystyle h=vi})
- {\displaystyle H} = tempo di apertura impianto
- {\displaystyle r} = ritmo produttivo

## Soglia minima di ordinazione
Nella prassi, si osserva sovente che un fornitore offra un prezzo unitario {\displaystyle p_{0}<p} per ordini che raggiungano una soglia minima {\displaystyle q_{0}}. Se {\displaystyle q^{*}\geq q_{0}}, la quantità ottimale sarà sempre uguale a {\displaystyle q^{*}}, con la differenza che si avrà un risparmio annuo di {\displaystyle (p-p_{0})S}.
In generale sarà però necessario inserire come nuovo input il nuovo prezzo unitario e considerare il nuovo valore di lotto economico restituito.
Se invece {\displaystyle q^{*}<q_{0}} le cose si complicano. Per risolvere il problema, occorre fare un confronto. Se
{\displaystyle (p-p_{0})S>{\frac {gS}{q_{0}}}+{\frac {mq_{0}}{2}}-{\sqrt {2Sgm}}}
allora la nuova quantità ottimale è {\displaystyle q_{0}}. In altre parole, è sempre conveniente acquistare {\displaystyle q_{0}} se:
{\displaystyle p_{0}<{\frac {pS-{\frac {gS}{q_{0}}}-{\frac {mq_{0}}{2}}+{\sqrt {2Sgm}}}{S}}=p-\left({\frac {g}{q_{0}}}+{\frac {mq_{0}}{2S}}-{\sqrt {\frac {2gm}{S}}}\right)}